# Scott Bessent
Scott Kenneth Homer Bessent (Conway, 21 augustus 1962) is een Amerikaans investeerder en hedgefondsmanager. Sinds 28 januari 2025 is hij minister van Financiën in het kabinet-Trump II.

## Biografie
Bessent behaalde in 1984 een bachelordiploma politieke wetenschappen aan de Yale Universiteit. Bessent is getrouwd met de voormalig officier van justitie van New York City, John Freeman, samen hebben ze twee kinderen.
Bessent sloot zich in 1991 aan bij de Soros Fund Management (SFM) en was daar gedurende de jaren negentig partner, waarna hij uiteindelijk hoofd werd van het kantoor in London. Nadat hij hier in 2000 ontslag nam, richtte hij een hedgefonds op met een waarde van 1 miljard dollar. Bessent keerde in van 2011 tot 2015 terug bij SFM om daar Chief Investment Officer te worden. In 2015 vertrok hij om een nieuw bedrijf op te richten, Key Square Group.
Van 2006 tot 2011 was Bessent buitengewoon hoogleraar economische geschiedenis aan Yale.
Op 22 november 2024 maakte Donald Trump zijn voornemen bekend om Bessent te nomineren als minister van Financiën in zijn tweede kabinet. De Amerikaanse Senaat stemde op 27 januari met 68-29 stemmen om zijn nominatie goed te keuren. Hij werd de volgende dag beëdigd.
- Gemeinsame Normdatei: 1364233703